# Toyota GR010 Hybrid
La Toyota GR010 Hybrid è una autovettura da competizione costruita dalla Toyota Gazoo Racing, reparto sportivo della casa automobilistica giapponese Toyota, per disputare a partire dal 2021 il campionato del mondo endurance nella categoria Le Mans Hypercar.

## Sviluppo
Nel 2018, FIA e ACO approvarono il nuovo regolamento LMH come sostituto del regolamento LMP1 a cui la Toyota aderì per continuare a gareggiare nel campionato del mondo endurance. A metà anno Toyota presentò la GR Super Sport, un prototipo in veste stradale, da cui sviluppare una versione da competizione in attesa di un regolamento definitivo.  Due anni dopo, la versione da corsa è stata completata e provata a porte chiuse sul Circuito Paul Ricard con i piloti titolari Sebastien Buemi, Brendon Hartley, Mike Conway e José María López sulla vettura ancora nelle prime fasi di sviluppo. Successivamente la squadra fece un nuovo test a dicembre 2020 nel circuito di Portimão e a gennaio 2021 sul Circuito di Aragon ai quali hanno partecipato anche Kamui Kobayashi, Kazuki Nakajima e il pilota di riserva Nyck de Vries.
La vettura è stata poi presentata ufficialmente attraverso un evento streaming on line il 15 gennaio 2021. La vettura è la prima ad essere stata costruita seguendo i regolamenti della categoria LMH.
Il telaio e la veste aerodinamica di questa vettura vengono realizzati e assemblati presso la sede della Gazoo Racing a Colonia in Germania mentre i motori ibridi vengono costruiti a Higashi-Fuji in Giappone.

## Caratteristiche tecniche
La vettura, realizzata sotto la supervisione del direttore tecnico Pascal Vasselon, riprende solo alcune parti di sensoristica dalla Toyota TS050 Hybrid. Per il resto, quasi tutte le componenti sono nuove e riprogettate, come ad esempio il telaio monoscocca in fibra di carbonio, con un airbox di maggiori dimensioni rispetto alla TS050 Hybrid e un abitacolo diverso dotato di un parabrezza più largo. Il posteriore presenta un'ala regolabile sorretta da un doppio montante. La pinna stabilizzatrice, che serve a garantire maggiore stabilità alle alte velocità, è più piccola rispetto a quella della TS050 Hybrid e non è direttamente raccordata all'ala posteriore. L'anteriore si differenzia dalla TS050 Hybrid, pur mantenendone alcune caratteristiche, come i convogliatori di flusso verso le pance laterali e le prese d'aria per freni e per il sistema ibrido, con la scatola di assorbimento urti anteriore che è stata riprogettata.
Il propulsore è un V6 con angolo tra le bancate di 90°, da 3,5 litri di cilindrata a ciclo Otto, con distribuzione bialbero a quattro valvole per cilindro, sovralimentato da due turbocompressori, eroga una potenza di 680 CV. Il nuovo sistema ibrido è, secondo i regolamenti, posto solo sull'asse anteriore: è costituito da un motore elettrico sviluppato da Aisin e Denso che funge anche da rigeneratore della batteria agli ioni di litio in fase di frenata, la quale è garantita da un sistema brake-by-wire. Questo comporta sul posteriore un sistema frenante di tipo idraulico, diverso rispetto alla TS050 Hybrid che montava il sistema ibrido anche sull'asse posteriore. La potenza del sistema elettrico è di 272 CV. Come prescritto dal regolamento, la potenza massima non può superare i 680 CV in totale, dunque l'elettronica di bordo gestisce il livello di potenza in ogni circostanza, utilizzando il "boost" ibrido a partire da 190 km/h sia sull’asciutto, sia sul bagnato. Il peso si attesta a 1040 kg, come indicato dai regolamenti. È presente inoltre una nuova trasmissione a 7 rapporti.

## Risultati nel WEC
| Anno | Team                | Classe   | Pilota           | # | 1   | 2   | 3   | 4   | 5   | 6   | 7   | 8   | Punti | Pos |
| ---- | ------------------- | -------- | ---------------- | - | --- | --- | --- | --- | --- | --- | --- | --- | ----- | --- |
| 2021 | Toyota Gazoo Racing | Hypercar |                  |   | SPA | POR | MON | LMN | BHR | BHR |     |     | 206   | 1°  |
| 2021 | Toyota Gazoo Racing | Hypercar | Mike Conway      | 7 | 3   | 2   | 1   | 1   | 1   | 2   |     |     | 206   | 1°  |
| 2021 | Toyota Gazoo Racing | Hypercar | Kamui Kobayashi  | 7 | 3   | 2   | 1   | 1   | 1   | 2   |     |     | 206   | 1°  |
| 2021 | Toyota Gazoo Racing | Hypercar | José María López | 7 | 3   | 2   | 1   | 1   | 1   | 2   |     |     | 206   | 1°  |
| 2021 | Toyota Gazoo Racing | Hypercar | Brendon Hartley  | 8 | 1   | 1   | 33  | 2   | 2   | 1   |     |     | 206   | 1°  |
| 2021 | Toyota Gazoo Racing | Hypercar | Sébastien Buemi  | 8 | 1   | 1   | 33  | 2   | 2   | 1   |     |     | 206   | 1°  |
| 2021 | Toyota Gazoo Racing | Hypercar | Kazuki Nakajima  | 8 | 1   | 1   | 33  | 2   | 2   | 1   |     |     | 206   | 1°  |
| 2022 | Toyota Gazoo Racing | Hypercar |                  |   | SEB | SPA | LMN | MON | FUJ | BHR |     |     | 186   | 1°  |
| 2022 | Toyota Gazoo Racing | Hypercar | Mike Conway      | 7 | Rit | 1   | 2   | 3   | 2   | 1   |     |     | 186   | 1°  |
| 2022 | Toyota Gazoo Racing | Hypercar | Kamui Kobayashi  | 7 | Rit | 1   | 2   | 3   | 2   | 1   |     |     | 186   | 1°  |
| 2022 | Toyota Gazoo Racing | Hypercar | José María López | 7 | Rit | 1   | 2   | 3   | 2   | 1   |     |     | 186   | 1°  |
| 2022 | Toyota Gazoo Racing | Hypercar | Brendon Hartley  | 8 | 2   | Rit | 1   | 2   | 1   | 2   |     |     | 186   | 1°  |
| 2022 | Toyota Gazoo Racing | Hypercar | Sébastien Buemi  | 8 | 2   | Rit | 1   | 2   | 1   | 2   |     |     | 186   | 1°  |
| 2022 | Toyota Gazoo Racing | Hypercar | Ryo Hirakawa     | 8 | 2   | Rit | 1   | 2   | 1   | 2   |     |     | 186   | 1°  |
| 2023 | Toyota Gazoo Racing | Hypercar |                  |   | SEB | POR | SPA | LMN | MON | FUJ | BHR |     | 217   | 1°  |
| 2023 | Toyota Gazoo Racing | Hypercar | Mike Conway      | 7 | 1   | 9   | 1   | Rit | 1   | 1   | 2   |     | 217   | 1°  |
| 2023 | Toyota Gazoo Racing | Hypercar | Kamui Kobayashi  | 7 | 1   | 9   | 1   | Rit | 1   | 1   | 2   |     | 217   | 1°  |
| 2023 | Toyota Gazoo Racing | Hypercar | José María López | 7 | 1   | 9   | 1   | Rit | 1   | 1   | 2   |     | 217   | 1°  |
| 2023 | Toyota Gazoo Racing | Hypercar | Brendon Hartley  | 8 | 2   | 1   | 2   | 2   | 6   | 2   | 1   |     | 217   | 1°  |
| 2023 | Toyota Gazoo Racing | Hypercar | Sébastien Buemi  | 8 | 2   | 1   | 2   | 2   | 6   | 2   | 1   |     | 217   | 1°  |
| 2023 | Toyota Gazoo Racing | Hypercar | Ryo Hirakawa     | 8 | 2   | 1   | 2   | 2   | 6   | 2   | 1   |     | 217   | 1°  |
| 2024 | Toyota Gazoo Racing | Hypercar |                  |   | QAT | IMO | SPA | LMN | SAO | USA | FUJ | BHR | 190   | 1°  |
| 2024 | Toyota Gazoo Racing | Hypercar | Mike Conway      | 7 | 5   | 1   | 7   |     | 4   | 2   | Rit | Rit | 190   | 1°  |
| 2024 | Toyota Gazoo Racing | Hypercar | José María López | 7 |     |     |     | 2   |     |     |     |     | 190   | 1°  |
| 2024 | Toyota Gazoo Racing | Hypercar | Kamui Kobayashi  | 7 | 5   | 1   | 7   | 2   | 4   | 2   | Rit | Rit | 190   | 1°  |
| 2024 | Toyota Gazoo Racing | Hypercar | Nyck De Vries    | 7 | 5   | 1   | 7   | 2   | 4   | 2   | Rit | Rit | 190   | 1°  |
| 2024 | Toyota Gazoo Racing | Hypercar | Brendon Hartley  | 8 | 8   | 5   | 6   | 5   | 1   | 15  | 10  | 1   | 190   | 1°  |
| 2024 | Toyota Gazoo Racing | Hypercar | Sébastien Buemi  | 8 | 8   | 5   | 6   | 5   | 1   | 15  | 10  | 1   | 190   | 1°  |
| 2024 | Toyota Gazoo Racing | Hypercar | Ryo Hirakawa     | 8 | 8   | 5   | 6   | 5   | 1   | 15  | 10  | 1   | 190   | 1°  |
| 2025 | Toyota Gazoo Racing | Hypercar |                  |   | QAT | IMO | SPA | LMN | SAO | USA | FUJ | BHR |       |     |
| 2025 | Toyota Gazoo Racing | Hypercar | Mike Conway      | 7 | 6   | 7   | 7   |     |     |     |     |     | 71*   |     |
| 2025 | Toyota Gazoo Racing | Hypercar | José María López | 7 | 6   | 7   | 7   |     |     |     |     |     | 71*   |     |
| 2025 | Toyota Gazoo Racing | Hypercar | Kamui Kobayashi  | 7 | 6   | 7   | 7   |     |     |     |     |     | 71*   |     |
| 2025 | Toyota Gazoo Racing | Hypercar | Brendon Hartley  | 8 | 5   | 5   | 4   |     |     |     |     |     | 71*   |     |
| 2025 | Toyota Gazoo Racing | Hypercar | Sébastien Buemi  | 8 | 5   | 5   | 4   |     |     |     |     |     | 71*   |     |
| 2025 | Toyota Gazoo Racing | Hypercar | Ryo Hirakawa     | 8 | 5   | 5   | 4   |     |     |     |     |     | 71*   |     |

* Stagione in corso.